# John Barclay (poeta)
John Barclay, anche noto in italiano come Giovanni Barclays e in francese come Jean Barclay (Pont-à-Mousson, 28 gennaio 1582 – Roma, 15 agosto 1621), fu un poeta, scrittore e satirista scozzese di orientamento cattolico; visse a lungo a Roma, nello Stato Pontificio, in cui morì e nella cui chiesa di sant'Onofrio al Gianicolo è sepolto.

## Biografia
John Barclay era figlio del giurista William, appartenente alla piccola nobiltà scozzese di fede cattolica, rifugiato in Francia dopo il fallimento dei tentativi cattolici di usurpazione della corona d'Inghilterra.
Lì William dovette provare la sua origine nobiliare per sposare una giovane appartenente a una famiglia di sangue blu dei Malleville, in Lorena.
Dal matrimonio nacque John, che il padre avrebbe voluto indirizzare alla carriera di magistrato affidandolo alle cure dei gesuiti perché lo istruissero nelle lettere a tale fine.
Ma il giovane si sentiva attratto dalla letteratura.
A diciannove anni scrisse un commentario sulla Tebaide di Stazio.
Nel 1603, dopo la morte della regina Elisabetta I, la famiglia tornò in Inghilterra, dove fu reintegrata nei suoi beni da Giacomo VI.
Il giovane John, in ringraziamento, gli dedicò un carme in latino intitolato Sentenziarumque splendorem illuminatum gonfio di retorica, senza per questo rinunciare alla sua nazionalità scozzese.
Dopo tale parentesi inglese la famiglia tornò in Francia dove William ottenne una cattedra di diritto.
John sposò ad Angers Louise Debonaire e pubblicò a Parigi, nel 1605, una seconda edizione dei suoi Satyricon.
Di nuovo in Inghilterra nel 1606, John divenne amico di Giacomo VI, anche se non rinunciò a mettere a rischio la sua reputazione di cattolico pubblicando a Londra un pamphlet polemico intitolato Funiculus triplex et cunniculus triplex.
Nello stesso periodo pubblicò una raccolta di poesie latine sotto il nome di Sylvae.
Pubblicò la prima parte di Euphormionis Satyricon, la cui seconda parte vide la luce a Parigi negli anni successivi.
Morto William nel 1608, John si sentì libero di seguire la sua vocazione letteraria e compose una satira moraleggiante contro la corruzione delle corti cattoliche di cui aveva fatto esperienza, adottando uno stile ampolloso, ancorché disomogeneo, per esprimere il sarcasmo e l'acrimonia di cui fu capace.
Nel 1609 pubblicò il De Potestate Papae, un trattato antipapale di suo padre che era morto l'anno prima, e due anni più tardi uscì una sua Apologia, ovvero la terza parte del Satyricon, in risposta agli attacchi dei gesuiti.
Nel 1614 uscì una cosiddetta quarta parte del Satyricon, Icon Animorum, in cui descrisse negativamente le corti europee di cui aveva fatto esperienza.
L’Icon Amicorum fu una delle ultime sue opere a non essere bene accolta neppure dai suoi amici, inducendolo forse a trasferirsi in Italia.
Nel 1616 fu a Roma; papa Paolo V gli concesse la sua protezione e lo colmò di favori.
In quel periodo scrisse l'Argenide ma, deluso dagli insuccessi letterari, si dedicò alla botanica e a coltivare fiori nel suo giardino vicino al Vaticano.
A Roma Barclay frequentò i personaggi più in vista del momento, tra i quali il più illustre fu Maffeo Barberini (papa Urbano VIII), amico intimo, che tenne a battesimo anche un suo figliolo.
Morì il 15 agosto 1621, apparentemente per un'insolazione dopo una passeggiata.
Fu sepolto provvisoriamente nella chiesa di Sant'Onofrio al Gianicolo.
Le cronache del tempo dicono che la vedova, quando vide il monumento erettogli, si offese reputandolo non degno del personaggio che era stato il marito e sottrasse per dispetto il busto marmoreo, che portò a casa sua.
Ciò non impedì che successivamente tutti i componenti della famiglia Barclay fossero seppelliti nella chiesa di sant'Onofrio, dove si presume quindi che fosse stato riportato il busto tuttora ivi esistente.
A Barclay, formatosi sotto l'influsso di tre culture diverse, fu rimproverata la mancanza di fermezza nel prendere partito in un momento storico dilaniato dalle lotte di religione.